# タイラー・モーガン
タイラー・モーガン（Tyler Morgan、1995年9月11日 - ）は、プロD2・ビアリッツ・オランピックに所属するラグビーユニオン選手。

## プロフィール
- ウェールズ・ニューポート出身[1]。
- ポジションはセンター(CTB)。
- 身長 186cm、体重 104kg
- U20ウェールズ代表に選ばれたことがある[2]。
- ウェールズ代表キャップは5（2025年4月現在）でラグビーワールドカップ2015のウェールズ代表に選ばれた[3]。
- 7人制ウェールズ代表に選ばれたことがある。

## 略歴
ドラゴンズ、スカーレッツを経て、2022年、ビアリッツ・オランピックに加入。